# 赤リン発煙弾
赤リン発煙弾（せきりんはつえんだん）とは砲弾の一種で、填実された赤リンが燃焼することで生ずる煙幕の生成を目的としたもの。赤リンの英名 Red Phosphorus に由来してRP発煙弾と呼ばれることもある。

## 歴史
白リンと並んで赤リンが煙幕として使用できることは第一次世界大戦のころから知られており、日本でも昭和初期には研究が行われていた。赤燐は安定性が高く常温の空気中ではそのままでは燃焼しないため長年使用されていなかった。実用化されたのは1995年にBAEシステムズによって開発された物が最初と言われており、被覆リンの被覆を高エネルギーバインダーにすることで煙幕として使用できるようになった。現代では赤外線センサーに対する遮蔽能力の高さから世界的に白リン弾の次世代型として置き換えが進んでいる。

## 構造
外見は通常の砲弾とほぼ同じであるか僅かに長い弾種もある。弾殻と弾底部が別の部品となっており、一方がもう一方に圧入されるか接合されて一発の弾丸を形成する。信管は弾頭か弾底に設けられる。内部構造は、「赤リン」を、燃焼速度の速い火薬からなる「火管」が貫通し、反応生成ガス量の多い火薬からなる「放出薬」が弾頭部か弾底部に搭載される。赤リンは、数個のカートリッジに分割されて収納されていることもある。
信管が作動すると、火管が燃焼を始め、赤リンに引火する。続いて放出薬に着火し、大量のガスを発生する。放出薬から発生したガスで砲弾内の圧力が一定以上になると、弾丸は弾殻と弾底部に分裂しながら赤リンのペレットを放出する。
放出されたペレットは自身の酸化剤と高エネルギーバインダにより燃焼して五酸化二リンを生ずる。五酸化二リンは、大気中の水蒸気を吸着し白色の煙霧を生成し、可視光から赤外線まで広範囲な光線を遮断する。
高エネルギーバインダーと酸化剤の燃焼により摂氏2700度からの高温を発するが、すぐに大気との反応で冷えてしまう。焼夷弾ではないが、落下地点に可燃物があれば着火する可能性はあり、直撃すれば負傷する可能性はある。
燃焼によって光を発してはいるが、その光は僅かな物であり、昼間でも光が見えるがすぐに煙になってしまい、落下中と落下してから数十秒しか光らないので照明弾としての効果も無い。
榴弾砲の砲弾から迫撃砲弾までほとんど全ての火砲の口径で採用されている。
81mm迫撃砲弾の場合ではDM93時限信管によって150メートルの高度で炸裂し、36個のペレットを放出することで最大5375メートル平方を煙で覆うことが出来る。煙幕の持続時間は最大60分間で天候によってはさらに短くなる。迫撃砲弾の保存期間は10年である。
赤外線誘導式の対戦車ミサイルなどに対しては高い煙幕効果を発揮するため、戦車など装甲車両の発煙弾発射機などに広く採用されている。

## 組成
数字は全て重量パーセント
- 赤リン：55〜75％
- 酸化剤：5〜30％
- 金属粉：5〜10％
- 高エネルギーバインダ：5〜20％
  - グリシジルアジドポリマー
  - 3,3-ビス（アジドメチル）メチルオキセタン
  - 3-アジドメチル-3-メチルオキセタン

## 安全性と規制
内容物は赤リン単体ではなく酸化剤と高エネルギーバインダが混合された状態なので、完全に反応して確実に五酸化二リンからメタリン酸またはオルトリン酸に変化するため赤リンの塊が残存することは無い。
赤リン発煙弾は化学兵器禁止条約で規制されていない。
赤リン発煙弾は炸薬を内蔵しないので、爆発しても殺傷能力のある破片を飛散させることがない。
しかし、空中で炸裂すれば多少なりとも砲弾の破片が降ってくるので安全とは言い切れない。
現在では複動作式の信管を使用しているので空中炸裂に失敗しても地面に着弾した時に爆発するので不発弾の発生率は低い。